# Jean-Pierre Millon
Jean-Pierre Millon (ur. 21 lutego 1963) – francuski judoka.
Brązowy medalista igrzysk śródziemnomorskich w 1983. Trzeci na ME juniorów w 1982. Mistrz Francji w 1984, 1987 i 1989 roku.